# تام وولف
تام وولف (انگلیسی: Tom Wolfe؛ زاده ۲ مارس ۱۹۳۱ - ۱۴ مه ۲۰۱۸) یک خبرنگار اهل ایالات متحده آمریکا است.

او کار روزنامه‌نگاری را از سال ۱۹۵۹ و با کار در واشینگتن پست آغاز کرد. در این مدت به خاطر گزارش‌هایش از کوبا و همچنین به خاطر طنز خاصی که در زبانش بود موفق به دریافت جایزه روزنامه‌نگاری گیلد شد. سه سال بعد به نیویورک رفت و کارش را در نشریه هرالد تریبون نیویورک ادامه داد. او سه سال پیش از مرگ جان اف کندی با پرداختن به نظریه جرج اوساوا در مورد ارتباط حالت چشمان با وضعیت کیهانی انسان (sanpaku) توجهات را به پیش‌بینی مرگ نزدیک کندی توسط اوساوا جلب کرد.

او همچنین از میانه‌های دهه ۷۰ میلادی به سمت نقد هنر و معماری رفت و با انتشار متنهای مختلف به نقد تاریخ اجتماعی هنر و معماری مدرن در آمریکای عصر خود پرداخت. نوشته‌های او با زبانی طنز و به شیوه روزنامه نگارانه نوشته می‌شدند و مخاطب بسیاری داشتند. نقدهای نظرات مثبت و منفی بسیاری را به خود جلب کرد. از جمله منتقد معماری پل گلدبرگر، نوشته‌های او را در چارچوب نقد اجتماعی و مطالعه رابطه میان اجتماع و معماری بسیار باارزش می‌داند.

## آثار
- از باوهاوس تا خانه‌های ما
- واژه‌های نقاشی‌شده